# Contea di Chengwu
La contea di Chengwu (成武县S, Chéngwǔ XiànP) è una contea della Cina, situata nella provincia dello Shandong e amministrata dalla prefettura di Heze.